# 和谐社会

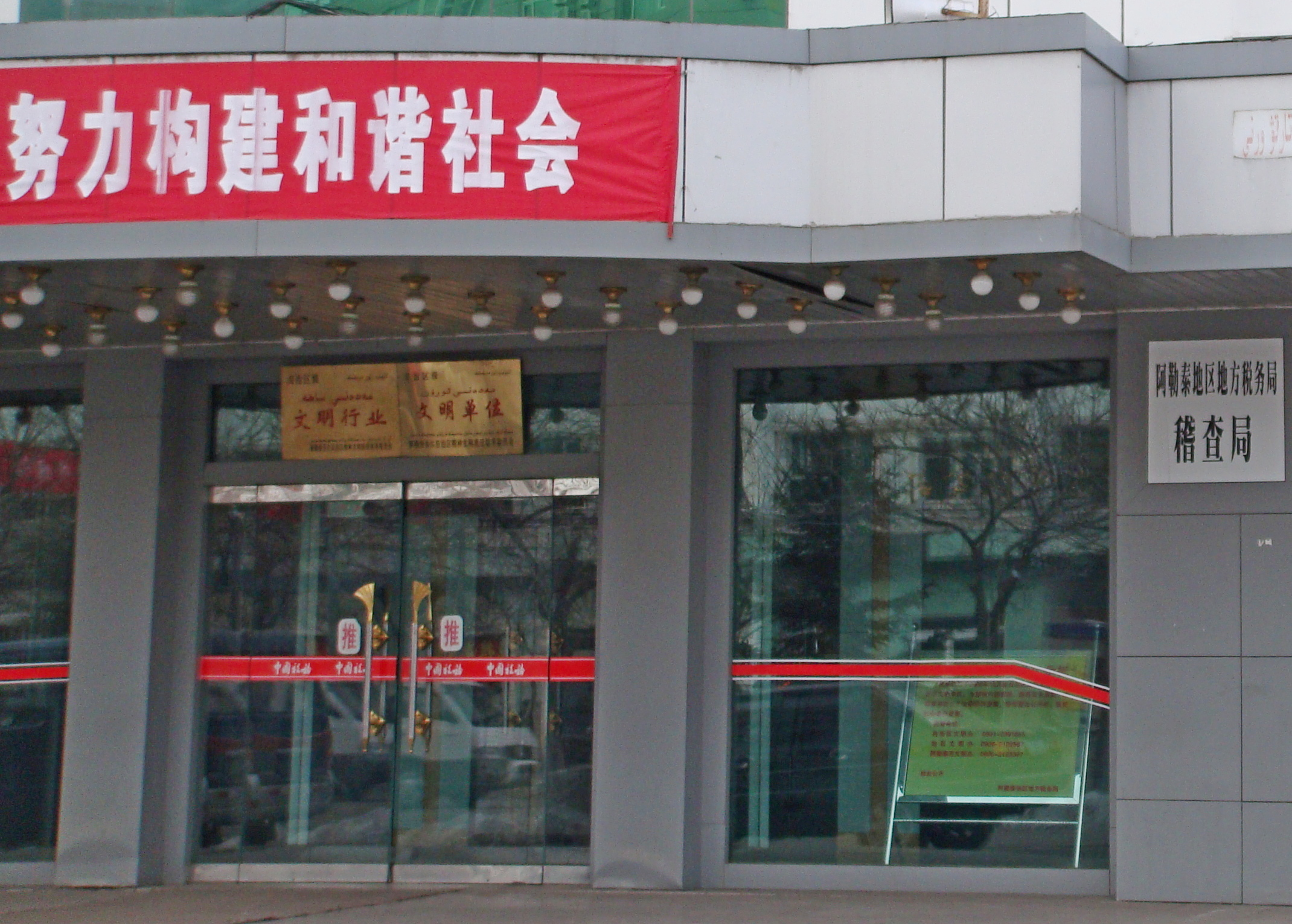
新疆阿勒泰地区的「努力构建和谐社会」標題

和諧社会，全稱社会主义和谐社会，是中国共产党於2004年提出的一种社会发展战略目标，指的是一种和睦、融洽且各阶层齐心协力的社会状态。2004年9月19日，中共十六届四中全会上正式提出了“要坚持最广泛最充分地调动一切积极因素，不断提高构建社会主义和谐社会的能力”的概念。随后，“和谐社会”在中國便常作为此概念的缩略语。
2005年以来，中国共产党提出将“和谐社会”作为执政的战略任务，“和谐”的理念要成为建设“中国特色的社会主义”过程中的价值取向。“民主法治、公平正义、诚信友爱、充满活力、安定有序、人与自然和谐相处”是和谐社会的主要内容。
2006年10月11日中国共产党第十六届中央委员会第六次全体会议通过《中共中央关于构建社会主义和谐社会若干重大问题的决定》，对“和谐社会”提出了明确定义。

## 背景

### 儒家思想中的和谐社会
在孔子生活的春秋时期，战乱频繁，人民生活痛苦。孔子提出了一整套人文和社会思想，经过后来的发展，被称为儒家思想。儒家思想在人群伦理和社会秩序方面的思想达到了高峰，其中的“仁”、“礼”等要素，成为古代中国构建和谐社会的基本国家信仰。

### 中国共产党提出的和谐社会
2004年9月，中共十六届四中全会提出“构建和谐社会”的主张，是以中国传统的儒家思想来治理中国社会的一个构想，他們所提出的这项主张被认为是一种信仰的回归。但是他們现时宣传的理论所提到的和谐社会也有斗争，是以和平方式斗争，如同腐败、违法犯罪的斗争，只要是危害人民利益的行为都要斗争。马克思主义的意识形态不会被放弃，只会更加完善。政府提出“和谐社会”的口号意在解决社会经济高速发展与人民文化生活相对落后的矛盾，並認為有其必要性。

## 官方解讀

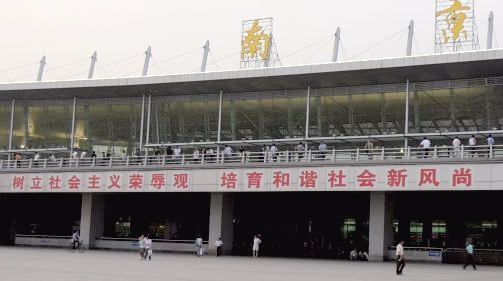
南京火车站的大标语

和諧社會的提法，旨在為陷入迷茫的改革方向，指出為各界接受的利益共同點。在此之前，人們在“公平”和“效率”之間反復爭論。無疑改革開放之初，中共的方針是“效率優先，兼顧公平”，結果就是在取得建設成就的同時，產生了社會不公，問題更已阻礙改革的深入。
有人認為，“和諧社會”是對“小康社會”的繼承和發展，兩者不同之處在於，前者除了在經濟上的要求，和諧社會還對政治、文化、社會等各個方面都有了新的定義。
和諧社會對當前中國社會是相當有針對性的，包括教育、醫療、社保等社會熱點在內的基本公共服務均等化，以及民主權利保障制度，拓寬社情民意表達管道都是和諧社會理論的具體內容。
另一個解讀是，中央之所以提出“和諧社會”，是因為現在社會出現了不和諧。相應的，《中共中央關於構建社會主義和諧社會若干重大問題的決定》指出，中國階段的機遇和挑戰都是空前的。《決定》認為社會和諧是科學社會主義社會的本質屬性，目前中國人民的利益基本是一致的，所以社會總體上是和諧的。同時也承認改革開放以來產生的社會問題和不和諧，並認為這些不和諧是可以在社會主義制度內解決的。
还有一个解读是，和谐社会实质上表现出中国共产党对于新兴资产阶级的吸收和妥协。逐步的进行主动的融合和渗透，最终达到“你中有我，我中有你”的和谐共存局面，是共产党的本质转变的开始。

## 社会輿論
一些年輕网民認為，中國大陸變成只允許「和諧」的言論，禁止「不和諧」的言論，就是所謂的「和諧社會」了。由于中国网络审查制度，很多大陆网民博客、论坛被封，而这种情况在“和谐社会”的提出后被大陆网民戏称为“被和谐了”或“被河蟹了”。   
大陸网民創作了“草泥马”、“雅蠛蝶”等諸多虛擬動物或人物形象，究其根源是出于對政府爲了創造「和諧社會」而進行的整治互联网低俗之风专项行动和推行《关于计算机预装绿色上网过滤软件的通知》等一系列舉措所進行的諷刺。